# Sukang
Sukang – miasto w Brunei; w dystrykcie Belait; 3 tys. mieszkańców (2006). Przemysł spożywczy.